# Karl Evangelista
Karl Alfonso Evangelista (* 28. April 1986 in Van Nuys) ist ein amerikanischer Fusion- und Jazzmusiker (Gitarre, Komposition).

## Wirken
Evangelista, der aus einer philippinischen Einwanderer-Familie stammt, erwarb 2006 einen BA in Interdisziplinären Studien an der University of California, Berkeley („Summa cum laude“), bevor er 2009 sein Masterstudium in Improvisierter Musik am Mills College absolvierte. Seine frühen Inspirationen waren einerseits Jimi Hendrix und Cream, andererseits die Musik von John Coltrane, Ornette Coleman und Albert Ayler, was dazu führte, dass er „eine konzeptionelle Überschneidung zwischen der sozial orientierten Improvisation der psychedelischen Gitarre und der ausgedehnten Improvisation des Free Jazz“ entdeckte.
Evangelista bildete mit Rei Scampavia das grenzüberschreitende Duo Grex, das seit 2010 mehrere Alben veröffentlichte. 2018 gründete er das Quartett Apura!, in dem er mit dem Saxophonisten Trevor Watts, dem Pianisten Alexander Hawkins und dem Schlagzeuger Louis Moholo 2020 ein gleichnamiges Album beim Label Astral Spirits vorlegte. In Apura! arbeitete er auch mit Andrew Cyrille und Francis Wong. Außerdem interpretierte er Werke von Moe Staiano, Muhal Richard Abrams und Roscoe Mitchell. Er präsentierte sein Schaffen auf dem Guelph Jazz Festival, dem United States of Asian America Festival, dem Sonic Circuits Festival oder dem Outsound New Music Summit. 
2023 legte er das Album Ngayon vor.
Evangelista arbeitete weiterhin mit so unterschiedlichen Musikern wie Bobby Bradford, Fred Frith, Eddie Gale, Oliver Lake, Myra Melford, Zeena Parkins, Michael Zerang, Scott Amendola, Steve Berlin, Ben Goldberg, Lisa Mezzacappa, Gino Robair, Damon Smith, Jon Jang, Hafez Modirzadeh und Tatsu Aoki. Weiterhin ist er auf Alben von Lewis Jordan, Sam Ospova und Jim Ryan/Jordan Glenn zu hören.
Evangelista unterrichtet zudem in der Abteilung für Race & Resistance Studies an der San Francisco State University.